# Laura Friedman

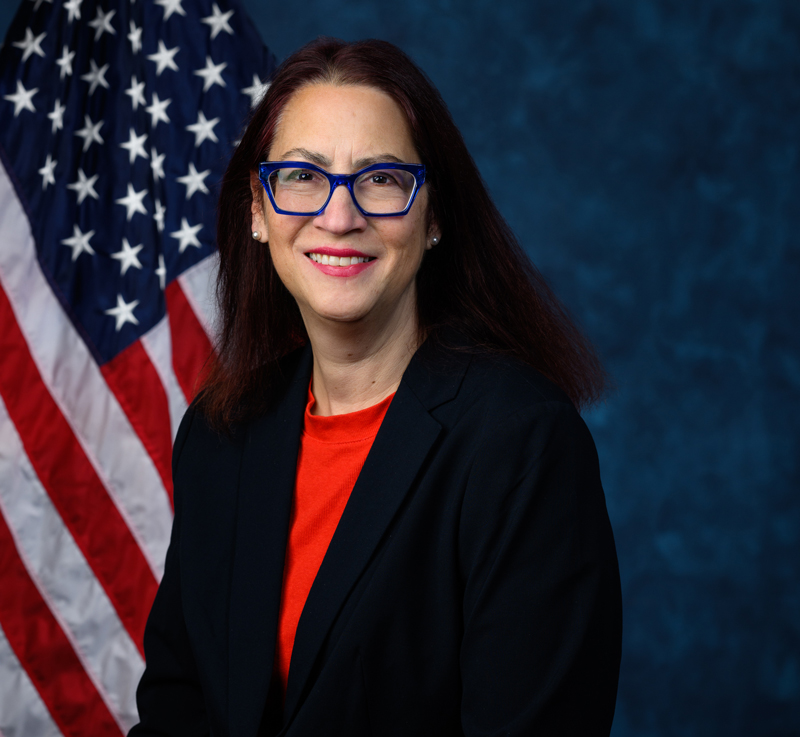
Laura Friedman (2025)

Laura Friedman (* 3. Dezember 1966 in Brooklyn, New York City) ist eine US-amerikanische Politikerin der Demokratischen Partei. Sie war 2011 und 2012 Bürgermeisterin von Glendale. Nachdem sie dann ab 2017 als Abgeordnete Teile von Los Angeles, Burbank und Glendale in der California State Assembly vertreten hatte, wurde sie 2024 im 30. Kongresswahlbezirk Kaliforniens in das Repräsentantenhaus der Vereinigten Staaten gewählt.

## Leben
Friedman entstammt einer politisch aktiven jüdischen Familie aus New York. Ihre Mutter gründete etwa den Ortsverein der National Organization for Women im Broward County. Zwar wurde sie in Brooklyn geboren, wuchs aber in Südflorida auf, wo ihre Eltern eine rekonstruktionistische Gemeinde gründeten.
Sie studierte an der University of Rochester, wo sie 1988 mit dem Grad eines Bachelor abschloss. Ihr Studium finanzierte die als halbprofessionelle Poolbillard-Spielerin.
Nach ihrem Studium der Filmwissenschaft zog die nach Los Angeles, um in der Filmbranche Fuß zu fassen. Während ihrer Anfänge in der Branche hielt die sich weiter mit Poolbillard über Wasser. Friedman arbeitete für zwanzig Jahre in der Filmindustrie Südkaliforniens. Unter anderem war sie Co-Produzentin des 1995-Films Eins und Eins macht Vier (It takes two), Executive Producer bei Foxfire (196) und bei Zeus & Roxanne – Eine tierische Freundschaft (Zeus and Roxanne, 1997).
Sie lebt mit ihrem Mann und ihrer Tochter in Glendale. Friedman  ist Gemeindemitglied der Synagoge Temple Sinai in Glendale, einer reformjüdischen Gemeinde.

## Politik
2009 wurde Friedman in den Stadtrat von Glendale gewählt. Nachdem sie von 2011 bis 2012 Bürgermeisterin war, wurde sie 2013 erneut in den Stadtrat gewählt.
Im November 2016 wurde sie mit 64,7 % im 43. Wahlkreis in die California State Assembly gewählt. In der folgenden Wahl 2018 wurde sie ohne Gegenkandidaten im 43. Wahlkreis gewählt und gewann 2020 mit 69,6 %.
Nachdem Adam Schiff bei der Repräsentantenhauswahl 2024 nicht antrat, sondern als Senator kandidierte, beschloss Friedman sich um seinen Sitz zu bewerben. Neun weitere Politiker kandidierten bei dieser Wahl im 30. Kongresswahlbezirk, der unter anderem Burbank, Glendale, Hancock Park, Hollywood, Sunland, Tujunga und West Hollywood umfasste. Bei der parteiunabhängigen kalifornischen Vorwahl im Mai qualifizierte sich Friedman mit 30,1 % zusammen mit dem Republikaner Alex Balekian (17,4 %) für die Stichwahl im November. In der Hauptwahl im November erhielt Friedman 68,4 % der Stimmen und war damit als Abgeordnete aus Kalifornien in den 119. Kongress der Vereinigten Staaten gewählt.

### Positionen
Sie setzte sich wegen des seit 2023 in Amerika zunehmenden Antisemitismus für die Einbeziehung von Antisemitismusfragen in DEI-Programmen ein.
Laura Friedman bezeichnet sich als Pro-Israel und tritt für das Selbstverteidigungsrecht gegen Gruppen wie die Hamas ein. Sie ist auch für Militärhilfen für Israel. Friedman befürwortet eine Zweistaatenlösung mit einer stabilen Regierung im Gazastreifen, die an guter Nachbarschaft orientiert sei.